# 东大门设计广场
東大門設計廣場（韓語：동대문 디자인플라자，縮寫：DDP），位于韩国首尔特別市东大门區，总面积为86574平方米，最高高度为29米，地下3层、地上4层，包括艺术厅、文化中心、设计实验室、创意市场和东大门历史文化公园五大场馆设施，是首尔的地标建筑之一。
东大门设计广场由英国著名建筑师薩哈·哈帝设计，斥资4,840亿韩元历经5年建成，是世界最大规模非标准建筑。

## 设计
东大门设计广场是座三维非标准建筑，以与周边地形结合为设计理念。其设计师薩哈·哈帝是首位获得普利兹克建筑奖的英国女建筑师，在国际建筑界享负盛名。在东大门设计广场开馆前，哈迪德访问首尔时曾说：“我想要打破建筑与自然的界限。虽然非常难，但是我成功做到了。建筑本身成为地形是东大门设计广场的特点。”
在设计技法方面，东大门设计广场采用了一种将二维平面图面信息转换成三维立体设计的最尖端设计技法“建筑信息模型”。整个建筑是毫无接缝的流水线形，外观呈曲线形像个巨大的外星宇宙飞船，内部没有一根柱子。

## 历史
首尔东大门设计广场所在地的前身是东大门运动场。1982年韩国职业棒球联赛创立时，东大门运动场曾是揭幕仪式的举办地。1984年，随着首尔蚕室运动场的建成，东大门运动场被改造成了一个跳蚤市场。2008年东大门运动场被拆除。
东大门设计广场是东大门运动场的改造工程，由英国著名建筑师薩哈·哈帝设计，斥资4840亿韩元（4.37億美元），历经5年建设，于2014年3月21日正式开放。

## 场馆
- 艺术厅： 位于地下2层，可举办会展、新品发布会、展览、时装秀、演唱会、各种演出及首映式等。[9]
- 文化中心：位于地下2层至地上4层，展示韩国创意品和全球最新设计潮流。[9]
- 设计实验室：分布于1至4层，由多个展馆组成，为民间创意资源交流以及设计相关业务提供平台。[9]
- 创意市场：其与地铁直通是“文化+体验+购物”的综合文化空间。[9]
- 东大门历史文化公园：建于2009年，由东大门历史馆、东大门遗构展览馆、东大门运动场纪念馆、活动厅、设计画廊等构成。[9]

## 圖片

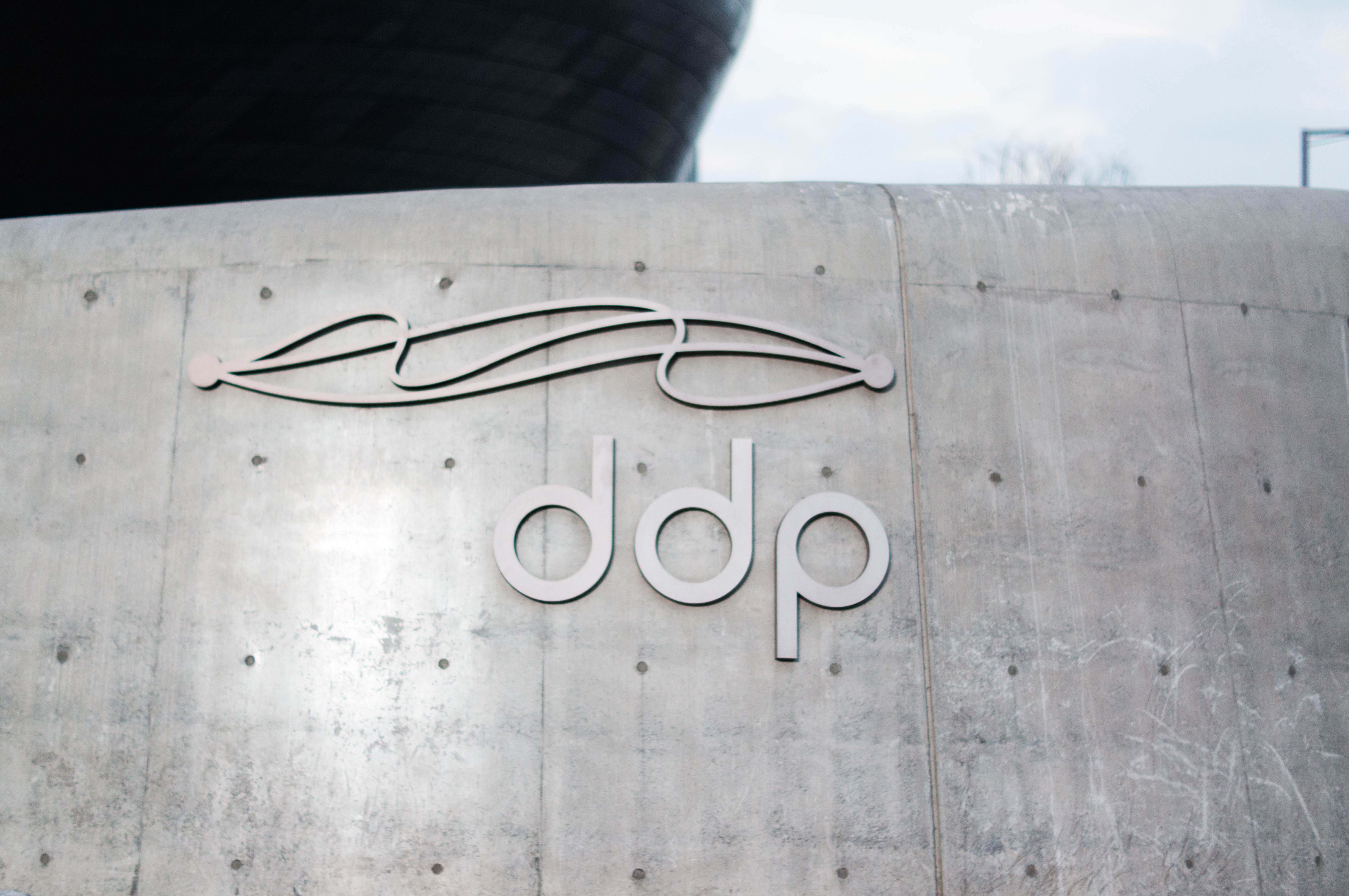
設計Logo
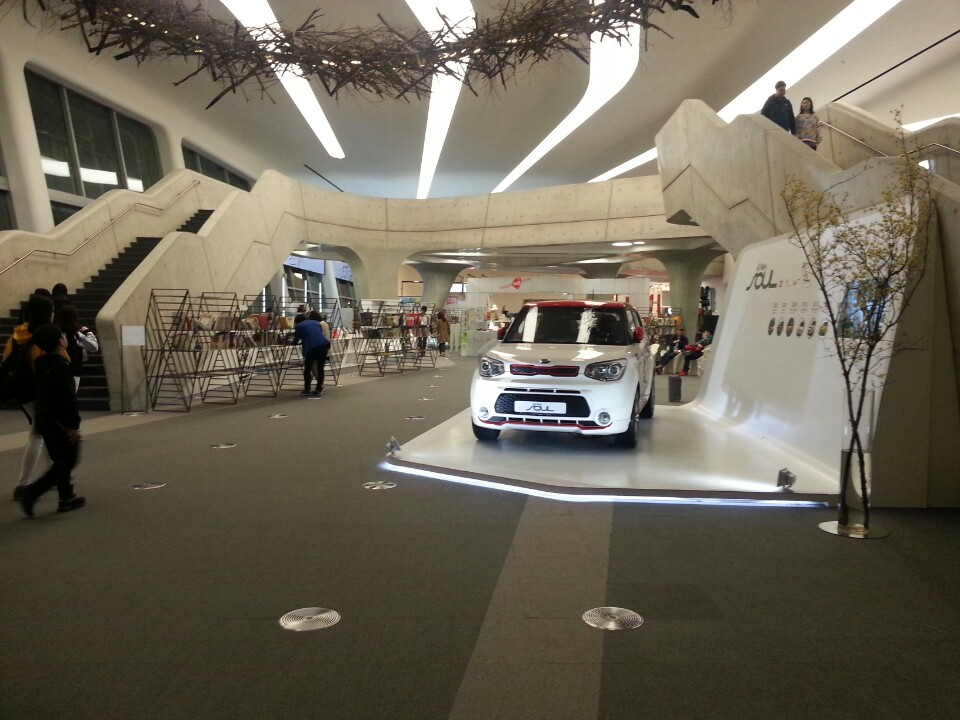
內部展廳
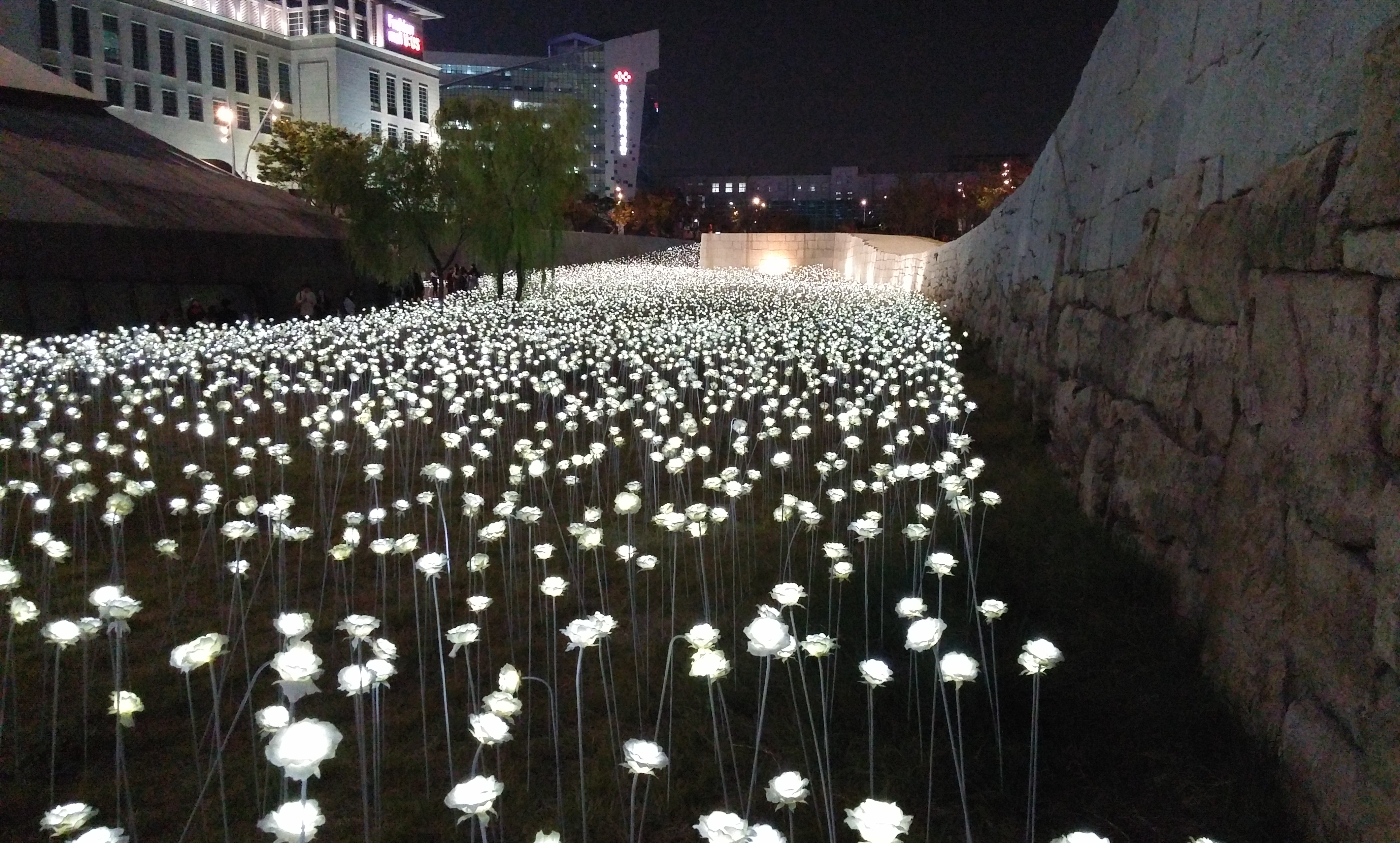
夜間造景
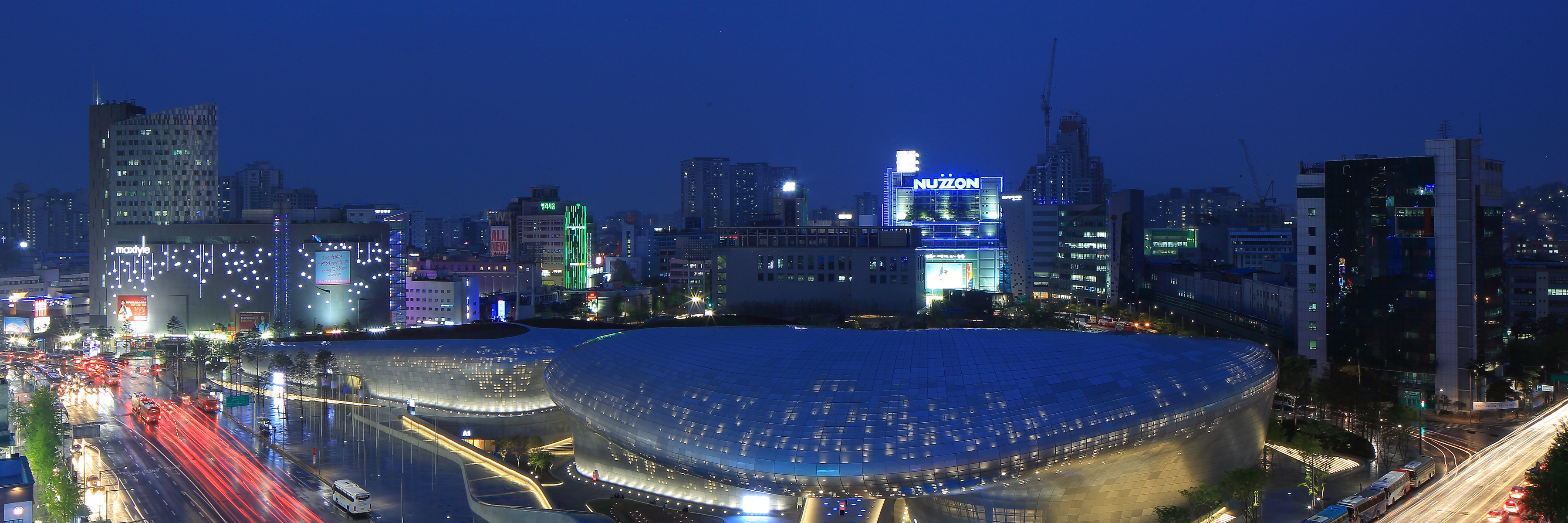
廣場全景

## 交通
地鐵
东大门历史文化公园站（●首爾地鐵2號線・●首都圈电铁4号线・●首都圈電鐵5號線）